# 商標蟑螂
商標蟑螂是一種貶義詞，指某個人或團體註冊了商標，但主要目的不在於使用該商標，而是用於威脅或起訴使用該商標的其他人以獲取利益（主要針對商標的原創者）。商標蟑螂的英語Trademark troll（商標洞穴巨人）由來是英語童話中，洞穴巨人會霸佔橋梁，當過橋者走到橋梁盡頭時突然出現並強迫過橋者繳交通行費。而現實世界中的商標蟑螂也一樣，會搶先註冊相同或相似的商標，在商標原創公司試圖使用該商標時，商標蟑螂就會出現向商標原創公司提出兩種選擇：付錢以獲得商標使用權或是進行法律訴訟。
商標蟑螂的存在體現了對商標權的普遍誤解：僅僅註冊一個商標並不會賦予商標所有人對該商標的壟斷權，而是必須在商業中使用才擁有該商標的權利。 知名的美國商標蟑螂Leo Stoller，提起了47起商標侵權訴訟（截至2007年），但沒有任何一件訴訟成立，伊利諾伊州北區已經禁止他在未經法院許可的情況下提起新的訴訟。
另一個例子是美國地方法院將Tim Langdell創辦Edge Game的商業行為稱為商標蟑螂行為，因為沒有證據表明Tim Langdell所聲稱的商標被用於商業用途，但有證據顯示Tim Langdell為了進行商標蟑螂訴訟，註冊了非常多的商標品牌。
但在中國大陸，因為其商標法採用屬地主義及先申請原則，而非英美常見的先使用原則，導致商標蟑螂橫行的情況十分嚴重。美國時裝設計師協會進行的調查顯示，受調查的500個品牌中，有半數的商標被剽竊，平均每個被剽竊4次。有些中國大陸商標蟑螂甚至會試圖取得在中國大陸代工的品牌商標，一旦商標蟑螂成功註冊代工品牌的商標，原商標持有的公司將再也不能從中國大陸出貨。這將造成商標蟑螂勒索成功的機率大增。

## 實例
2008年英國一家商標蟑螂公司Never Give Up Limited聲稱它擁有兩家果汁連鎖店的商標使用權，即格拉斯哥的 Juiceling 和愛丁堡的 Juiced Up。根據英國廣播公司的臥底報導，該商標蟑螂公司負責人開價上萬英鎊要求商標原創公司買回商標使用權
2007年11月，商人Dave Behar 和他的互聯網內容製作公司Positive Ions, Inc.起訴了艾恩傳媒，他聲稱Positive Ions擁有“Ion”(艾恩)一詞的商標，艾恩傳媒未經核准便使用了該商標。最終艾恩傳媒選擇支付170萬美元以贖回商標使用權。

### 中國大陸商標蟑螂
中華人民共和國商標法規將商標權頒給第一個申請的人，美國則是頒給第一個使用的人，這種「先到先得」的原則，讓中國大陸的商標蟑螂問題層出不窮。
2020年11月，中國大陸藏族人丁真爆紅；有些商標蟑螂立刻搶先註冊丁真相關商標並兜售。售價已喊到人民幣18萬元。截至12月13日，根據國家知識產權局商標局所管理的中國商標網公開資料，共有122件涉及「丁真」的商標註冊申請，除18件註冊申請為丁真所屬的理塘縣文旅體投資發展有限公司提出外，其它百件申請者，與丁真及其所屬公司均無關。
有些知名企業甚至為了防範商標蟑螂，自行搶先一步將所有類似的商標都先行註冊，例如阿里巴巴集團就註冊了「阿里叔叔」、「阿里姑姑」、「阿里姊姊」、「阿里妹妹」等防禦性商標。智慧手機品牌小米集團則註冊了「藍米」、「黑米」、「紫米」、「橙米」、「綠米」、「黃米」等商標。星巴克也註冊了數十個防禦性商標，包括「新巴克」、「星星巴」、「新巴客」、「興巴克」、「幸巴克」、「薪吧客」、「巴克星」、「三巴克」、「希巴克」、「鮮巴克」、「巴克」、「星巴」、「星克」等。

#### iPhone、iPad
蘋果於2002年10月就向中華人民共和國國家工商行政管理總局註冊「iPhone」商標，但陷入漫長的審核。不過當蘋果於2007年6月發表首款iPhone智慧手機後，北京新通天地科技公司於同年9月就申請註冊在國際分類「第18 類」仿皮、牛皮、錢包、小皮夾等商品上使用「IPHONE」商標，蘋果雖立即提出反對、要求中國官方不予核准，但中國商標局、中國工商總局商標評審委員會經審理後，仍於2012、2013年接連裁定被異議的商標核准予以註冊。隨後，蘋果向北京法院提出iPhone商標權訴訟，卻接連敗訴；2016年4月北京高院終審認定，iPhone一直到2009年10月才在中國正式銷售，蘋果證據不足以證明iPhone商標在新通天地2007年申請註冊前已達「馳名」程度，故維持原判決、蘋果敗訴。2012年，蘋果公司支付了6000萬美元給北京新通天地科技公司，取回被搶先註冊的iPhone商標權。直到2013年11月iPhone商標才被核定可使用在國際分類「第9類」電腦軟硬體等商品。
蘋果的iPad商標也被另一家商標蟑螂深圳唯冠公司搶先註冊，蘋果提起訴訟，最後遭廣東省高級人民法院裁定蘋果敗訴，蘋果後來6,000萬美元向唯冠買回iPad商標權。

#### Facebook
2011年廣東省中山市珠江飲料廠向中华人民共和国国家工商行政管理总局商標局註冊「face book」商標，用於旗下商品飲料罐、蔬菜罐頭與糖果等。臉書公司得知後也在法定異議期內，向商標局提出異議申請，兩家公司最後走向行政訴訟。北京市高級人民法院於2016年5月判決，商標局不應授予珠江飲料廠「face book」的商標。法院認定該商標有明顯複製、抄襲他人高知名度商標的意圖，最後裁定撤銷其核准註冊。

#### New Balance
美國著名的國際運動品牌New Balance，於90年代初進軍中國市場時，曾以中文「紐巴倫」作為英文New Balance商標的中文品牌進行行銷，但並未申請註冊商標。其後即被當時New Balance的中國代理商陽江友聯鞋業公司搶先申請註冊。其後1996年一間中國廠商潮陽鞋帽公司註冊了「百倫」商標，並於2004年轉手給一位中國商人周樂倫。
New Balance在2006年再度向中國市場進軍時，因「紐巴倫」商標已被陽江友聯鞋業公司註冊，只好改以「新百倫」中文名進入中國市場，New Balance先在上海成立了「新百倫貿易（中國）有限公司」，並以「新百倫」與New Balance商標在宣傳商品廣告中一起搭用。周樂倫得知後便立即申請「新百倫」的商標註冊，雖然New Balance公司在2007年就對周樂倫的「新百倫」商標提出無效宣告的行政訴訟，但遭判決敗訴，周樂倫於2008年成功申請獲准註冊第25類的鞋等商品「新百倫」商標。成功註冊商標後周樂倫更反過來對New Balance公司提出侵害其「百倫」與「新百倫」商標權的訴訟。
2013年廣州市中級人民法院的初審，及2016年6月廣州市高級人民法院二審判決，都判決New Balance公司敗訴。判決結果禁止New Balance公司使用自己商標的中文譯名新百倫，並應賠償周樂倫500萬元人民幣。2020年7月，北京知识产权法院驳回New Balance公司的诉讼请求。New Balance公司不服该判决，向北京高级人民法院提起上诉。2021年2月，北京高院审理认为，原审判决认定事实清楚，适用法律正确，审理程序合法，New Balance公司的上诉理由均缺乏事实及法律依据，故驳回上诉，维持原判，该判决为终审判决。

#### 無印良品
中國海南南華實業貿易公司在2001年4月27日搶先註冊無印良品品牌成功，2004年轉讓給北京棉田紡織品有限公司。北京棉田公司2011年創立北京無印良品公司，並掌握「無印良品」這個商標在中國的第24類商品（毛巾、坐墊、床單等棉織類商品）的銷售權利。
2015年，北京棉田公司向日本無印良品提出訴訟。2017年12月25日一審判決結果出爐，北京知識產權法院裁定日本無印良品敗訴。法院要求日本無印良品賠償北京無印良品經濟損失及律師費等共約人民幣62.6萬元，還下令日本無印良品需在其天貓「無印良品MUJI官方旗艦店」及中國境內的實體店面發布侵權的相關聲明。日本無印良品雖於2018年向北京高級人民法院提出上訴，但依舊敗訴。導致日本無印良品無法使用原創品牌名，被迫更名為MUJI。其設於天貓的官方網站也更名為「MUJI官方旗艦店」。2021年11月4日，北京市朝阳区人民法院审理认为，日本无印良品构成商业诋毁行为，判决其赔偿北京无印良品40万元人民币，并在相应范围内消除影响。

#### 特斯拉Tesla
中國商人占寶生在2006年間，即就第12類的電動車等商品向中國國家商標總局搶先申請註冊英文TESLA與 TESLA MORTORS及圖(盾牌圖)二商標，並分別於2009及2010年獲核准公告註冊。其後美國特斯拉針對該二商標，提出三年未使用撤銷及無效宣告撤銷二種行政救濟程序。期間雙方的和解協商未果，因此2013年間，特斯拉公司再就以占某侵害其著作權的方式對之提起告訴求償。2014年初特斯拉勝訴，雙方商標糾紛暫告結束，但占寶生7月又向北京法院提告，要求特斯拉停業，並求償2390萬人民幣。2014年8月在中國官方斡旋下，由特斯拉花錢拿回在中國的商標權，特斯拉公司透過電郵公開發表聲明指出，特斯拉與占寶生已達成協議，並稱雙方已「友善的」解決商標糾紛，但至今未公布雙方和解之金額。

#### 新東陽
創立於一九六九年的新東陽集團。創辦人麥幸夫英年早逝，由二弟麥寬成接任董事長，1993年派三弟麥石來進軍中國拓展業務，後來因兩人經營理念不合，分道揚鑣，台灣新東陽才赫然發現，麥石來已私下陸續以個人名義，或投資的「新東陽企業（集團）有限公司」、「福建新東陽體育娛樂有限公司」等在中國搶註「新東陽」系列商標。導致新東陽集團只能改以「唐點子」品牌拓展中國業務。直到2012年12月，北京高院終審判決台灣新東陽7件商標訴訟案勝訴，取回所有新東陽相關商標使用權。
雖取回商標使用權，但新東陽法務經理也坦承12年來無法使用新東陽商標損失難以估計，同期進軍中國市場的同業已成為市場一哥、一姐。

#### 新光三越
新光三越百貨於2000年初進軍中國時，發現其商標新光三越已遭中國商人朱益先搶先申請註冊核准，結果新光三越集團只能另以「新光天地」的名稱在中國展店。雖該搶註的新光三越商標因新光三越集團改使用新光天地商標而失去價值，事後遭到撤銷，但台灣新光三越百貨公司依舊使用「新光天地」的商標名稱在中國市場營運，而暫未再使用「新光三越」商標的打算。

#### 黑松企業
台灣碳酸飲料大廠黑松多年前前往中國設廠時，也發現黑松企業標誌已被一家台商在中國搶先註冊，黑松提出了許多證據，包括黑松企業標誌在台灣的歷史、已投資的廣告金額等。最後黑松查到該商標雖登記但一直未使用，向中國工商管理局申訴，才迫使中國工商管理局撤銷原登記公司使用權，將該商標的使用權回歸黑松食品。

#### 統一企業
食品大廠統一企業剛到中國投資時，雖然「統一企業」的商標事前就註冊好了，但卻發現旗下明星產品「統一麵」這個品牌已被人註冊，最後花錢把統一麵商標買回。

#### 林志玲
2006年時，台灣知名模特兒藝人林志玲的名字被中國鄭姓男子申請註冊「林志玲linzhiling」的商標，後來鄭男又將商標權轉讓給劉昭鋒，中國民眾林良軍也搶先註冊「林志玲」商標。林志玲經紀公司向中國商標局提出無效宣告行政救濟，認為該商標屬於「以其他不正當手段取得註冊」，申請商標註冊具欺騙性，且易造成消費者誤購、混淆，提出商標無效之申請。法院認為，林志玲具有高知名度，劉男有明顯的攀附他人商譽、聲譽，以謀取不正當商業利益的目的，最終判林志玲勝訴，林志玲成功保護商標權。

#### 50嵐
台灣的「50嵐」品牌在2006年進軍中國大陸時，發現「50嵐」商標已經被上海承鼎进出口有限公司註冊（後將「50嵐」品牌轉讓給上海伍拾嵐餐飲管理有限公司），所以只能改以「一點點」的新品牌拓展市場，並在店鋪招牌右下方註明「臺北50嵐關係企業」。此舉引發上海伍拾嵐餐飲管理有限公司提起商標權侵權訴訟。2016年上海知識產權法院審理後認為，「台北50嵐關係企業」的標註行為屬於對客觀事實的描述，不構成對涉案「50嵐」商標的侵權，故判決撤銷一審判決，駁回上海伍拾嵐公司的一審訴訟請求。但其50嵐品牌使用權仍未取回。

#### 台灣菸酒公司
台灣菸酒公司「長壽菸」與「玉山高粱酒」的「長壽」與「玉山」商標，遭台商在中國搶註。但台灣菸酒公司董事長徐安旋認為，在中國打官司曠日費時，索性直接與商標蟑螂談判，最後以商標權轉讓方式解決。對「長壽」商標，台菸公司將金門經銷商一定期限權利作為交換轉讓；「玉山」商標，將台菸公司在中國經銷商10年權利作為交換轉換。

#### 其他
台灣民間名產「阿里山茶」、「新竹米粉」、「台南擔仔麵」、「萬巒豬腳」、「古坑咖啡」、「池上米」、「新竹貢丸」，也曾被中國廠商搶先註冊商標。而台灣政府核定的「台灣優良農產品CAS」、「台灣有機農產品CAS ORGANIC」、「吉園圃」、「GMP認證微笑OK標章」商標，台北市政府商標「北」字，都已被中國商標蟑螂搶註多年，而台灣地名梨山、阿里山、日月潭、杉林溪、溪頭、梅山、松柏長青及霧社之春也被中國廠商註冊。其中部分已由中國國家工商總局商標局進行撤銷審議，但部分撤銷申請則遭中國相關單位駁回。